# Benedetto Vinaccesi
Benedetto Vinaccesi (* okolo 1666?, Brescia – 25. prosince 1719, Benátky) byl italský varhaník, hudební skladatel a pedagog.

## Život
Vinaccesi pocházel z bohaté obchodnické rodiny usazené v Brescii. Studoval hru na varhany ve svém rodném městě u kapelníka místní katedrály Dona Pietra Pelliho Jeho prvními skladbami byla světská instrumentální díla a kantáty. Od roku 1687 byl Vinaccesi kapelníkem u vévody Ferdinanda II Gonzaga v Castiglione delle Stiviere. V roce 1690 se neúspěšně ucházel o místo varhaníka v brescijské katedrále . Od 90. let 16. století se stále více věnoval duchovní hudbě. V roce 1692 bylo v Modeně provedeno jeho první oratorium „Gioseffo che interpreta in sogni“.
Od roku 1698 až do roku 1715 působil jako sbormistr v benátském Ospedaletto. Od roku 1704 byl jedním ze dvou hlavních varhaníků v Bazilika svatého Marka v Benátkách. Věnoval se rovněž pedagogické činnosti. Mezi jeho studenty patřil Friedrich Georg Dieterich (1686–1747) a benátský učitel zpěvu Nicolò Domenico Turri.

## Dílo
- 12 triových sonát op. 1 (1687)
- 12 triových sonát op. 2

- Oratoria:
  - Gioseffo che interpreta i sogni (text Giovanni Battista Neri), 1692, Modena)
  - Susanna (text Giovanni Battista Neri, 1694, Modena)
  - Il cuor nello scrigno (text Francesco Arisi, 13. června 1696, Cremona)
  - Li diecimila martiri crocefissi (text Aurelio Paolini, 22. června 1698, Brescia)

- Jevištní díla:
  - Chi è causa del suo mal pianga sé stesso (libreto Francesco Arisi, pastorale, 1697, Řím)
  - L'innocenza giustificata (libreto Francesco Silvani, dramma per musica, karneval 1699, Benátky, Teatro S. Salvatore)
  - Gli amanti generosi (libreto Giovanni Pietro Candi, dramma per musica, karneval 1703, Benátky, Teatro S. Angelo)
  - Sfoghi di giubilo per la nascita del Serenissimo Duca di Bretagna (libreto Pietro Robert, serenata, 21. června 1704, Benátky)

- Moteta pro dva nebo tři hlasy
- Kantáty:
  - Là nelle verdi spiagge: In lontanaza della sua donna / Quanto mi vien da ridere: Il disinganno de gli amanti. ISBN 1-904229-52-2.
  - Belve, se mai provaste. ISBN 1-904229-55-7.
  - Dal tuono il lampo aspetta. ISBN 1-904229-56-5.
  - Su la sponda d’un rio. ISBN 1-904229-61-1.
  - Or fia mai vero, o lontananza infida. ISBN 1-904229-62-X.
  - Ingratissima Clori. ISBN 1-904229-63-8.
  - Filli, un solo tuo sguardo. ISBN 1-904229-64-6.